# 중국의 4대 발명
중국의 4대 발명(中國四大發明)은 고대 중국의 발명품을 말한다. 종이, 나침반, 화약, 인쇄술로, 이 네 개의 발명은 중국과 세계에 중요한 영향을 미친다.

## 같이 보기
- 몽계필담

## 종이
제지술 : 종이를 생산하는 기술

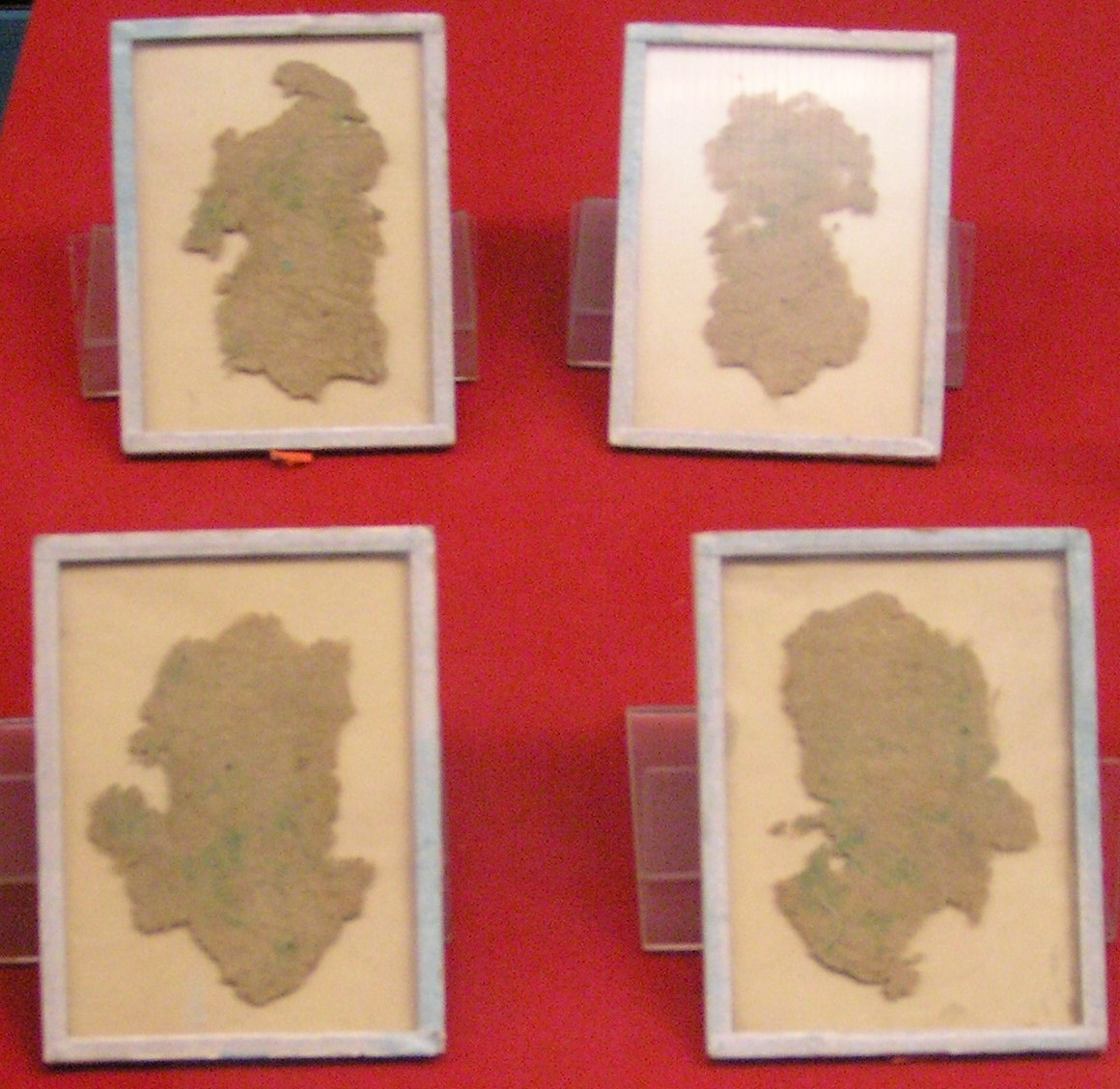
한나라 무제시대 (기원전 141년~기원전 87년) 포장지로 사용된 대마 섬유 조각

- 제지는 동한시대 환관 채륜(蔡寧)이 창안했다고 전해진다. 그는 제지법을 개선하고 상업적 용도에 막대한 투자를 했다. 제지 기술은 지식 보존과 정보 유통에 큰 영향을 미쳤다.
- 고대 기록에 따르면, 동한 왕조(서기 25~220년 )의 환관 채륜 (서기 63~121년) 이 제지 공정을 발명하고 중국에서 발견된 종이 제품에 대한 새로운 재료의 사용을 확립했다. (방마탄지종이로 된 지도 등) - 기원전 2세기
- 3세기에는 종이가 대중에 의해 널리 사용되어 대나무 전표(일정한 거래를 유형별로 기록하고 관리하기 위하여 회계거래에 대한 계정과목, 거래내용, 금액 등을 기재할 수 있도록 만든 서식), 비단 책과 같이 전통적이지만 더 비싼 매체를 대체했다.
- 지금 까지 알려진 문자 가 적힌 최초의 종이 조각은 아라산맹의 한 봉수대 유적에서 발견되었다. 하지만 한왕조(한나라) 110년, 한나라의 군대가 흉노 남침 후 그곳을 방어하는 것을 포기했다.
- 서기 105년 채륜(蔡老)이 확립한 제지 공정에서는

1. 뽕나무 껍질, 대마 섬유, 낡은 아마포, 어망을 섞은 것을 물과 함께 끓여서 진흙에 넣고
2. 고르게 섞은 다음 갈대가 짜여진 받침이 있는 나무 평판에
3. 평평한 나무 체를 사용하여 펄프를 퍼낸 후
4. 나중에 털어내고 햇볕에 펴서 건조하는 방식을 사용했다.

## 나침반

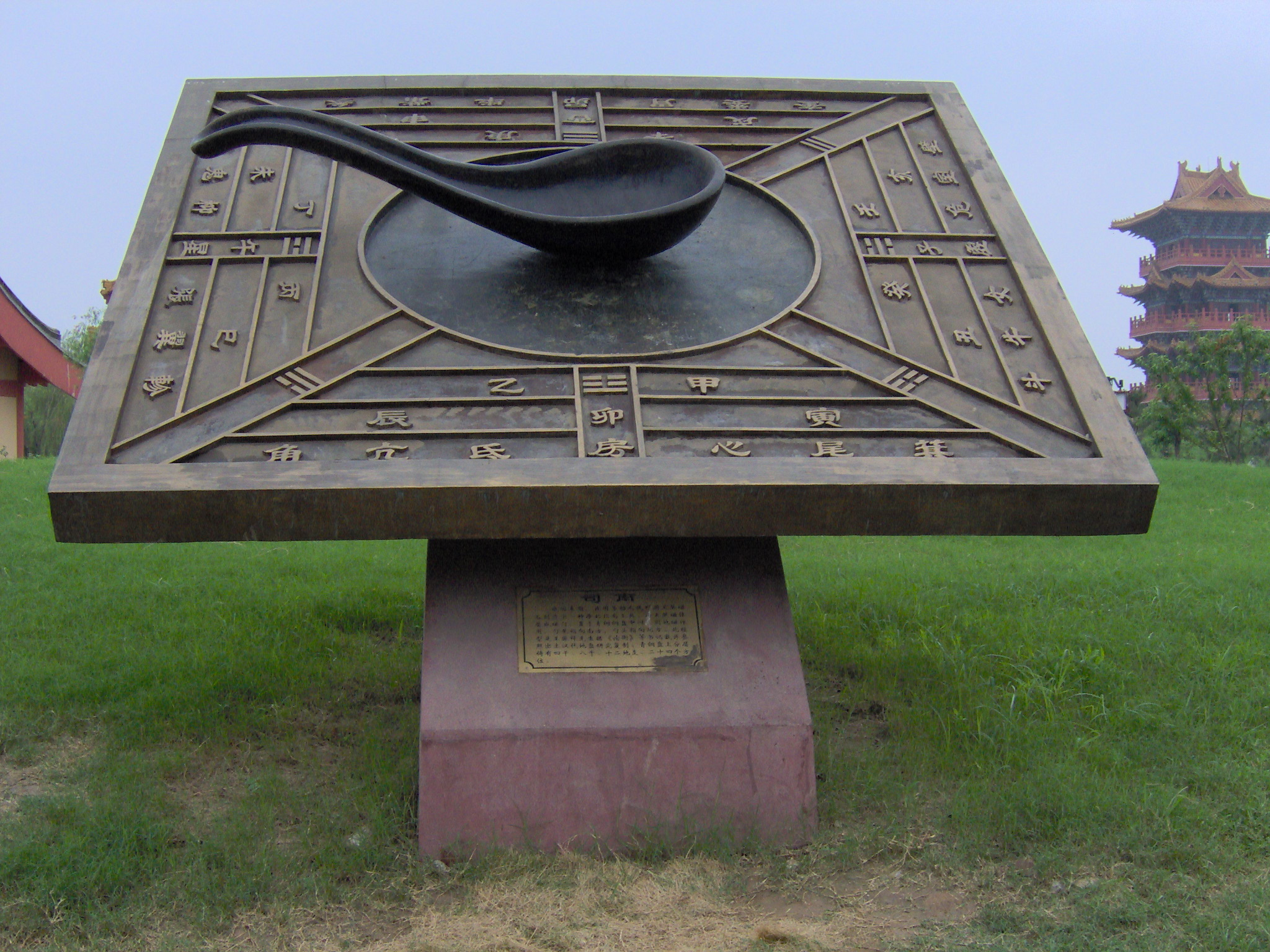
한나라(기원전 202년~기원전220)년에 사용된 숟가락 모양의 나침반

- 방향을 표시하는 데 사용되는 도구로 길을 알려주거나, 야외 탐사 및 기타 분야에서 널리 사용되었다. 고대부터 무역, 전쟁, 문화 교류에 지대한 영향을 미쳤다.
- 한나라 (기원전 202년~기원전 220년) 에는 남쪽에서 천연자석을 갈아서 만든 수저 모양의 나침반이 점술과 풍수용 으로 사용 되기 시작했다.
- 원나라 시대에는 나침반이 바다 항해에 가장 중요한 도구가 되었다. 날씨가 맑든 흐리든 상관없이 나침반을 사용하여 길을 찾았다. 또한 "바늘 경로"라고 불리는 나침반 내비게이션을 사용했다. 배가 특정 장소로 항해할 때 바늘 위치와 방향이 길을 따라 명확하게 표시되어 항해의 기초가 되게 했다.

## 화약

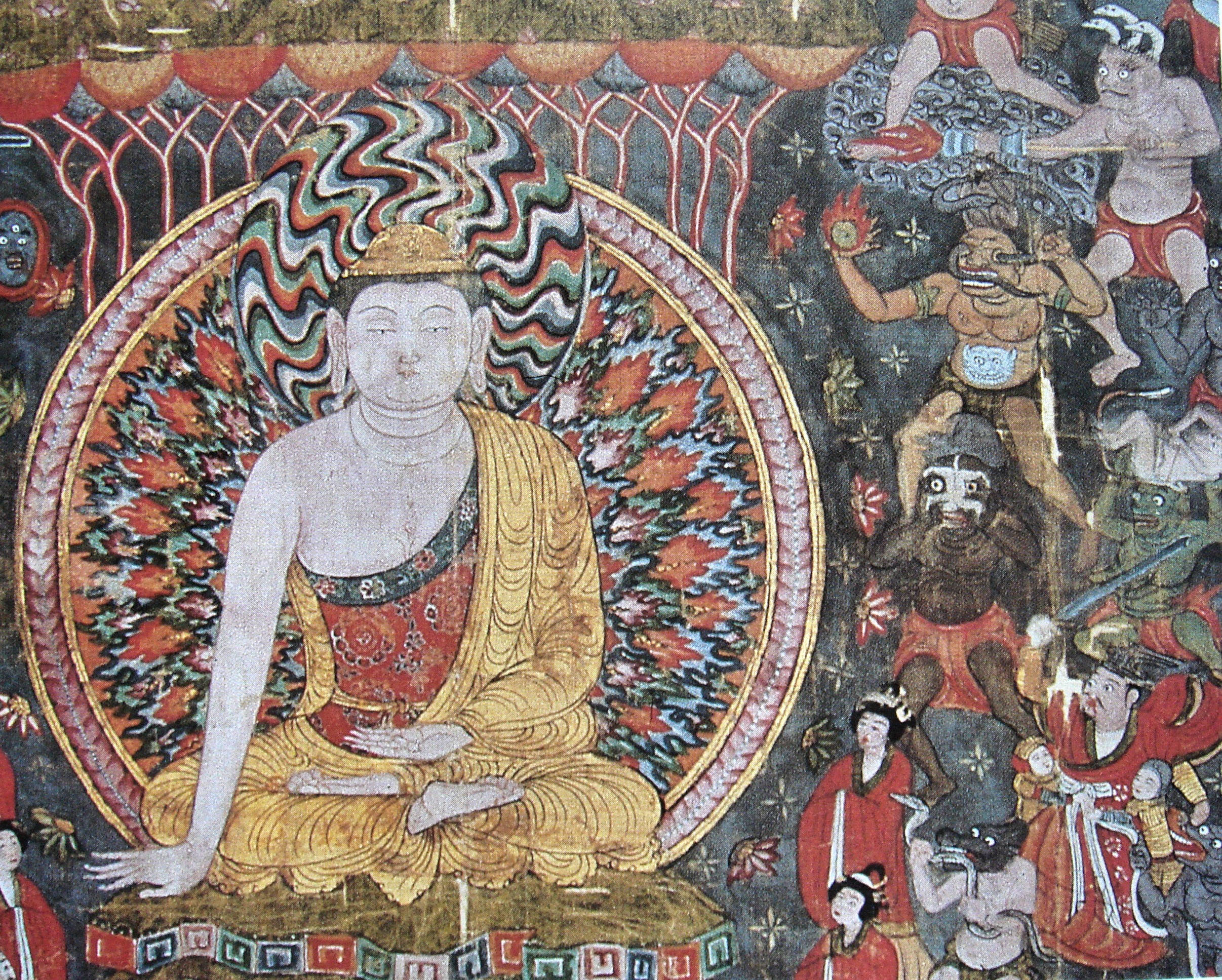
비단화 '정귀'는 화약 총을 묘사한 중국 최초의 예술작품이다.

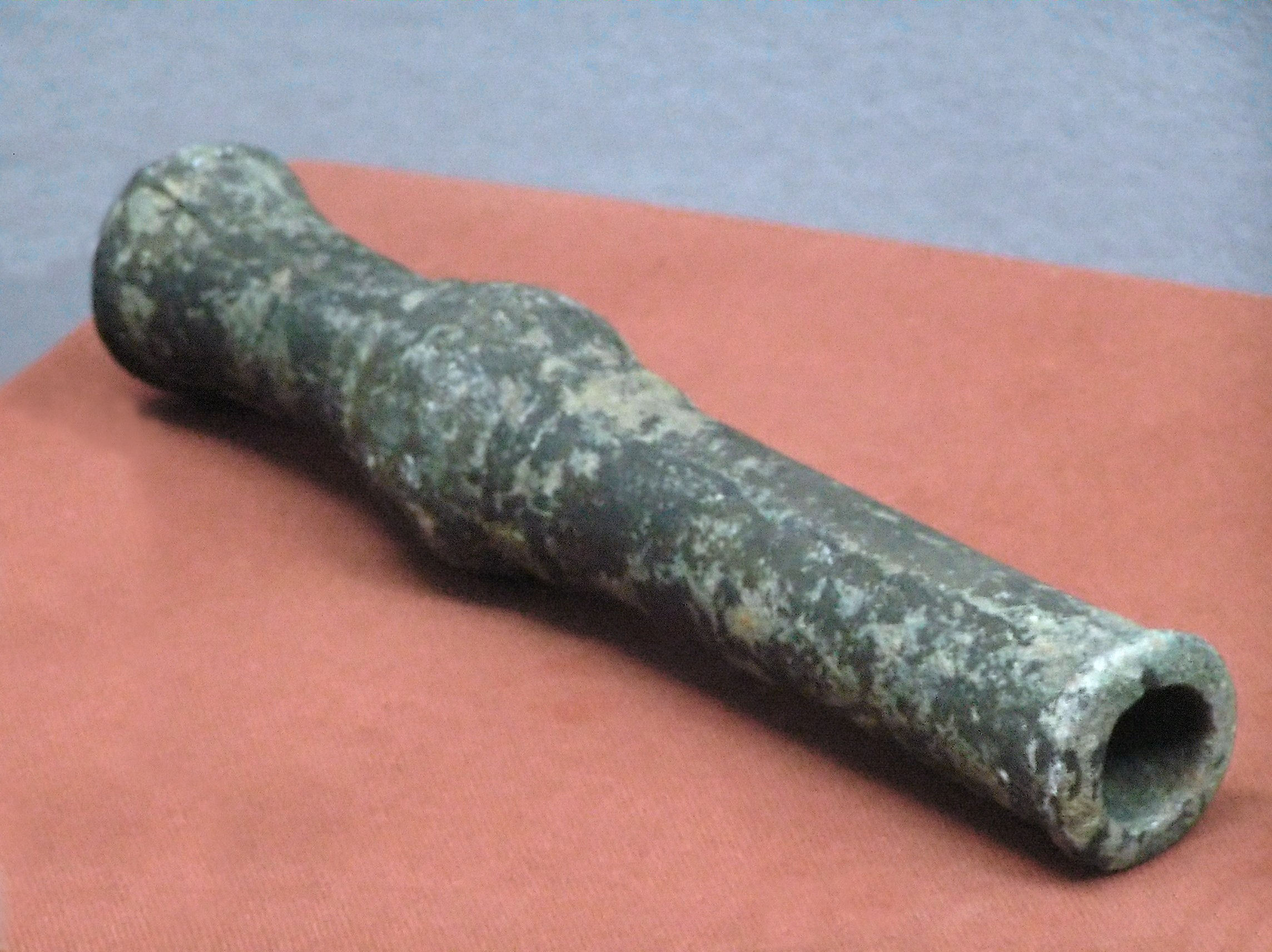
원나라 소방 총

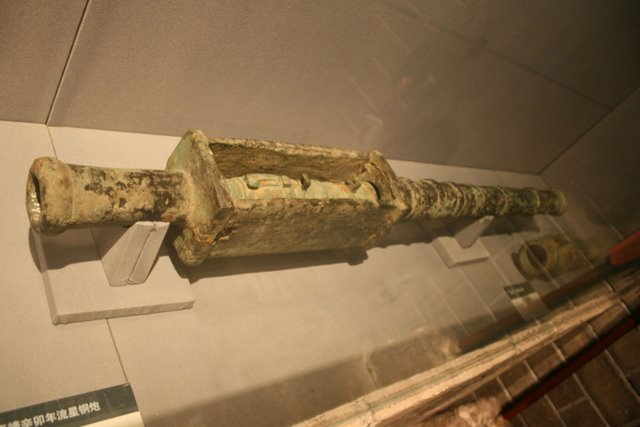
명나라 포병

- 화약은 폭죽을 만드는데 사용될 수 있을 뿐만 아니라, 전쟁에서 군사적 목적으로 사용되었던 화약류이기도 하다. 당나라나 심지어 진나라 때 부터 시작되었다고 한다.
- 12세기 중엽 송나라 시대에는 송나라가 진나라에 비해 전투에서 열등한 단점을 보완하기 위해 일정한 살상력을 지닌 화포와 총포가 개발되었다. 그 당시의 효율성을 포함해 중국의 실용적인 총기 사용은 유럽보다 약 500년 정도 앞섰다.

- 전함의 개발과 전술은 혁명적인 영향을 미쳤으며 13세기와 14세기에 화약 제조법은 더욱 치명적이게 되었고( 질산염 함량은 최대 91%), 더욱이 화약 무기는 더욱 진보되고 치명적이게 되었다.
- 화약발명은 세계에서의 전쟁에 큰 영향을 미친다
- [17][18][19][20][21][20][22]

## 인쇄술

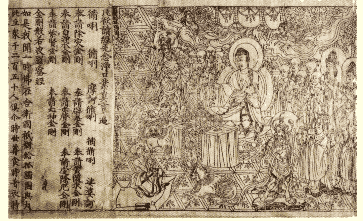
금강경은 당나라에 출판된 가장 오래된 인쇄본이다.

- 중국의 조각가이자 발명가인 비성(毕昇)은 북송시대에 점토활자 인쇄를 발명한 것으로 전해지고 있는데, 이는 세계 최초의 활자 인쇄 기술로 평가된다.

- 1966년에 고고학자들은 한국에서 당나라 황후 측천 (약 690-705년) 이 반포한 측천 문자가 포함된 소형 "다라니불경"을 발견했다. 학자들은 이 경전이 704년 이전의 것이 아니며 나중에 통일신라 시대인 751년에 세워진 탑에 보관되어 있다고 결론 지었다. 그러나 가장 먼저 알려진 일반 크기의 인쇄본은 당나라 (618-907) 에 출판된 금강경 이었다.